# Bulbophyllum mindorense
Bulbophyllum mindorense là một loài phong lan thuộc chi Bulbophyllum.